# Zoilos (Tyrann)
Zoilos war ein syrischer Söldnerführer und im 2. Jahrhundert v. Chr. Tyrann über die Städte Dora und Stratonsturm am Mittelmeer im Gebiet des heutigen Israel.
Er bekämpfte den hasmonäischen König Alexander Jannäus und versuchte die Hafenstadt Ptolemais, das heutige Akkon, zu unterstützen, die von diesem belagert wurde. Gemeinsam wandten sie sich an Ptolemaios Lathyros, der tatsächlich mit zahlreichen Soldaten zur Hilfe kam. Zu diesem Zeitpunkt lief die Stadt Ptolemais allerdings zu Alexander Jannäus über, während sich Zoilos mit einigen Gesandten der Stadt Gaza zu Ptolemaios begab und um dessen Beistand bat. Wenig später versprach Alexander dem Ptolemäer 400 Talente, wenn er Zoilos umbringe. Ptolemaios Lathyros ging darauf ein und ließ diesen hinrichten.